# Echinophyllia pectinata
Echinophyllia pectinata is een rifkoralensoort uit de familie van de Lobophylliidae. De wetenschappelijke naam van de soort is voor het eerst geldig gepubliceerd in 2002 door Veron.